# Teofil Vâlcu
Teofil Vâlcu (n. 30 decembrie 1931, satul Hănești, județul Botoșani – d. 1 octombrie 1993) a fost un actor român. A fost director al Teatrului Național din Iași în perioada 1972-1979.

Mormântul lui Teofil Vâlcu de la Cimitirul Eternitatea din Iași.

În februarie 1989 se afla pe scenă, în ultimul sfert de oră suferă un atac cerebral și își pierde vederea. Totuși, actorul a mai revenit pe scenă în alte două premiere. Teofil Vâlcu a sperat mereu că se va întâmpla o minune, că își va recăpăta văzul, că va învinge boala. Nu a fost să fie astfel. A murit la 1 octombrie 1993. A fost înmormântat la Cimitirul Eternitatea din Iași.

## Distincții
- Ordinul „Meritul Cultural” clasa a V-a (6 noiembrie 1967) „cu prilejul împlinirii a 150 ani de la primul spectacol de teatru în limba română la Iași, [...] pentru merite deosebite în domeniul artei dramatice”[1]
- Ordinul „Meritul Cultural” clasa a III-a (16 decembrie 1972) „pentru merite deosebite în opera de construire a socialismului, cu prilejul aniversării a 25 de ani de la proclamarea Republicii”[2]

## Filmografie
- Serenadă pentru etajul XII (1976)
- Buzduganul cu trei peceți (1977)
- Vlad Țepeș (1979)
- Vis de ianuarie (1979)
- Rug și flacără (1980)
- Misterele Bucureștilor (1983)
- Bătălia din umbră (1986)
- Cucoana Chirița (1987)
- Hanul dintre dealuri (1988)
- Chirița în Iași (1988)
- Un bulgăre de humă (1990)